# Christofer Gonzales
Christofer Gonzales Crespo (ur. 12 października 1992 w Limie) – peruwiański piłkarz występujący najczęściej na pozycji defensywnego pomocnika, obecnie zawodnik Colo-Colo.

## Kariera klubowa
| Sezon | Klub                      | Kraj | Rozgrywki        | Mecze | Bramki |
| ----- | ------------------------- | ---- | ---------------- | ----- | ------ |
| 2012  | Universitario de Deportes | Peru | Primera División | 13    | 0      |
| 2013  | Universitario de Deportes | Peru | Primera División | 41    | 6      |
| 2014  | Universitario de Deportes | Peru | Primera División | 33    | 10     |
| 2015  | Universitario de Deportes | Peru | Primera División | 13    | 2      |

## Kariera reprezentacyjna
W seniorskiej reprezentacji Peru Gonzales zadebiutował 23 marca 2013 w wygranym 3:0 meczu towarzyskim z Reprezentacją Trynidadu i Tobago. Gonzales zdobył w tym meczu jedną z trzech bramek.

## Osiągnięcia

### Universitario de Deportes
- Primera División Peruana: 2013